# Raimon Arola
Raimon Arola Ferrer (Tarragona, 1956) es un doctor en historia del arte y profesor de la Universidad de Barcelona, especialista en simbología sagrada, arte y tradición hermética.

## Trayectoria
Ha impartido numerosos seminarios en diferentes universidades; ha sido colaborador de la revista La Puerta. Retorno a las fuentes tradicionales y ha participado en diversos proyectos y grupos de investigación. Actualmente es el director de Arsgravis y participa en el grupo de investigación Aula Música Poética.

## Obra
Es autor de ensayos como La cábala y la alquimia en la tradición espiritual de Occidente (siglos XV-XVII) (Olañeta, 2012) y Alquimia y religión. Lo oculto en los siglos XVI y XVII (Siruela, 2008, 2021).

## Publicaciones
- Alquimia y religión. Lo oculto en los siglos XVI y XVII. Reedición ampliada. Barcelona: Siruela, 2021.[3] ISBN 978-84-18708-57-2
- La cábala y la alquimia en la tradición espiritual de Occidente (siglos XV-XVII). Palma de Mallorca: José J. de Olañeta, 2012. ISBN 84-9716-178-5
- El símbolo en la espiritualidad contemporánea, 2011.
- Alquimia y religión. Los símbolos herméticos del siglo XVII. Barcelona: Siruela, 2008. ISBN 978-84-9841-178-2
- Raimon Arola (ed.). Creer lo increíble. Lo antiguo y lo nuevo en la historia de las religiones. Tarragona: Arolas editors, 2006. ISBN 9788496639065
- El buscador del orden. Tarragona: Arola editors, 2003. ISBN 84-95985-29-2.
- Los amores de los dioses. Mitología y alquimia. Barcelona: Altafulla, 1999. ISBN 84-7900-105-4
- El tarot de Mantegna. Barcelona: Altafulla, 1997. ISBN 84-7900-078-3
- Las estatuas vivas. Ensayo sobre arte y simbolismo, 1995. Barcelona: Obelisco. ISBN 84-7720-447-0
- Textos y glosas sobre el arte sagrado. Barcelona: Obelisco, 1990. ISBN 84-7720-149-8
- Simbolismo del templo. Barcelona: Obelisco, 1986. ISBN 84-7720-682-1
- L'arbre, l'home i el tremp. Barcelona: Obelisco, 1985.